# Álvaro Mutis
Álvaro Mutis Jaramillo (ur. 25 sierpnia 1923 w Bogocie, zm. 22 września 2013 w Meksyku) – kolumbijski poeta, powieściopisarz i eseista. Laureat Nagrody Cervantesa z 2001.

## Życiorys
Urodził się jako pierwsze dziecko kolumbijskiego dyplomaty i prawnika Santiago Mutisa Dávili i Caroliny Jaramillo. Rodzina jego ojca wywodzi się z Kadyksu (Hiszpania), z linii, do której należał m.in. José Celestino Mutis, słynny botanik Nowego Świata XVIII w. Dzieciństwo Álvaro spędził w Brukseli (Belgia), dokąd jego rodzina przeniosła się, kiedy miał dwa lata. Ojciec pełnił tam funkcję radcy prawnego w randze ministra przy Ambasadzie Kolumbijskiej. W 1928 urodził się jego brat Leopoldo. W 1933 po nagłej śmierci ojca, matka z dwójką dzieci zdecydowała się na powrót do Kolumbii. Zamieszkali na plantacji kawy dziadka w miejscowości Coello.
Po śmierci ojca Álvaro sprawiał kłopoty wychowawcze. Raz po raz przenoszono go ze szkoły do szkoły, w rezultacie żadnej nie ukończył. Mimo to zawsze interesował się literaturą, dużo czytał, a w 1942 zaczął pisać i publikować w lokalnej prasie. W tymże roku rozpoczął pracę w Radiu Kolumbijskim jako redaktor programów kulturalnych i lektor. W 1948 wydał pierwszy tomik wierszy La Balanza, będący zbiorem poezji jego własnych i przyjaciela. Nawiązał także pierwsze kontakty z późniejszą elitą artystyczną Kolumbii, m.in. malarzem Fernandem Botero i Gabrielem Garcią Márquezem, którzy odtąd będą jego wiernymi przyjaciółmi. Pracował kolejno w branży piwnej, ubezpieczeniowej i lotniczej, wreszcie znalazł zatrudnienie w międzynarodowym koncernie naftowym ESSO. Jako dyrektor ds. reklamy odbywał podróże po całym terytorium Kolumbii. Doświadczenia przeżyte podczas tamtych podróży miały znaczący wpływ na jego późniejsze pisarstwo. Niejednokrotnie w swoich książkach będzie wracał w te rejony, jak również na plantację kawy jego dziadka, która stanie się niemal obszarem mitycznym.
W 1956 zarzucono mu defraudację pokaźnej sumy z funduszu reprezentacyjnego ESSO (sam mówi, iż „w większości były to niewinne kaprysy związane z promocją kultury”) i postawiony w stan oskarżenia zdecydował się wyemigrować wpierw do Europy, a następnie do Meksyku, gdzie koncern ESSO nie miał wstępu z uwagi na nacjonalizację przemysłu naftowego przeprowadzoną w latach 40. przez rząd Cardenasa.
W Meksyku prędko znalazł pracę w branży reklamowej i telewizji, np. użyczył swojego głosu do dubbingu znanego amerykańskiego serialu Nietykalni. Natomiast jego artystyczne zainteresowania zjednały mu wielu przyjaciół w środowisku literatów i filmowców, takich jak Octavio Paz, Juan José Arreola, Carlos Fuentes, Elena Poniatowska i Luis Buñuel.
W 1959 w wyniku uznania roszczeń koncernu naftowego ESSO Mutis został skazany i osadzony na 15 miesięcy w więzieniu prewencyjnym Lecumberri. Było to dla niego wydarzenie decydujące nie tylko z życiowego punktu widzenia, ale i w kontekście dalszej drogi artystycznej. W więzieniu napisał swoją pierwszą powieść Diario de Lecumberri, która przyniosła mu rozgłos i została opublikowana w Meksyku jeszcze w 1960.
W ciągu następnych 15 lat wydał kilka tomów poezji i powieści. Pierwsze sukcesy i uznanie przyszły jednak dopiero w 1974, kiedy to otrzymał Nagrodę Państwową w Kolumbii. Od tego momentu jego autorytet ciągle rośnie. Otrzymał wiele nagród, jest uważany za największego pisarza kolumbijskiego obok Garcii Marqueza. Międzynarodową sławę przyniosła mu powieść La Nieve del Almirante (1986). Jego książki zostały przetłumaczone na wiele języków, jedna Ilona przychodzi z deszczem – na j. polski.
Dwie jego powieści doczekały się ekranizacji:
- La mansión de Araucaima, Kolumbia (1986), reż. Carlos Mayolo.
- Ilona przychodzi z deszczem, Kolumbia-Włochy-Hiszpania (1996), reż. Sergio Cabrera.

Został wyróżniony wieloma ważnymi nagrodami literackimi, m.in. Księcia Asturii, Cervantesa i Neustadt. Od 1988 jest doktorem honoris causa kolumbijskiego Uniwersytetu del Valle. W 2001 otrzymał tytuł honorowego obywatela Kadyksu, skąd wywodzi się jego ród. Ponadto w 2005 jego imieniem została nazwana Biblioteka Instytutu Cervantesa w Stambule.
Był trzy razy żonaty. Miał czwórkę dzieci (trójkę z pierwszego i jedno z drugiego małżeństwa). Na stałe osiadł i tworzył w stolicy Meksyku, w kolonii San Jerónimo Lídice (dzielnica La Magdalena Contreras).

## Twórczość
Álvaro Mutis już w swoich pierwszych wierszach odnalazł właściwy sobie styl obecny później również w jego utworach prozatorskich. Niektórzy widzą w nim wpływy Aloysiusa Bertranda czy Baudlaire’a.
W pierwszym wydanym tomie poezji La Balanza stworzył postać, która stała się osią wszystkich jego późniejszych utworów: Maqroll el Gaviero. Początkowo był on tylko jednym z bohaterów, w późniejszym okresie urósł do rangi heteronimu, swoistego alter ego autora. Nazwisko el Gaviero, wywiodzi się od terminu żeglarskiego, który oznacza marynarza pełniącego funkcję obserwatora na bocianim gnieździe. Tak skonstruowana postać dała Mutisowi pretekst do rozważań na temat otaczającej go rzeczywistości, ale także do poruszania problematyki moralnej. Maqroll jest żeglarzem i podróżnikiem-filozofem, chwytającym się najprzeróżniejszych, czasem bardzo ryzykownych i skazanych na niepowodzenie, przedsięwzięć – bo przecież nikt tak bardzo nie błądzi jak żeglarz.
Spośród wielu form literackich Mutis często i z upodobaniem zapuszcza się w formę powieści przygodowej, a nawet łotrzykowskiej, która, będąc z jednej strony bardzo pojemną, z drugiej jest mocno osadzona w tradycji literatury latynoamerykańskiej. Literacka przestrzeń Mutisa to zazwyczaj Karaiby, co jednak nie uniemożliwia mu dokonywać ciągłych wypraw i aluzji do tematów, historii i rzeczywistości europejskiej. Nie należy także zapominać, że twórczość Alvaro Mutisa należy do tzw. literatury emigracyjnej, a więc niejako oglądającej wszystko z pewnego dystansu, z bocianiego gniazda – niczym Gaviero.
Pytany w wywiadach o wpływy literackie, Álvaro Mutis często powołuje się na autorów książek realistycznych czy wręcz przygodowych, takich jak Dickens, Stevenson, Melville, Salgari, Verne, podkreśla także znaczenie, jakie miała dla nie niego twórczość Prousta i Conrada. Oczywiście przyznaje się także do wpływów poetów i pisarzy latynoamerykańskich takich jak Neruda, Paz, Fuentes, ale także sam wielu z nich inspirował, np. Gabriel Garcia Marquez podkreśla, jak wiele zawdzięcza jego krytycznemu spojrzeniu, a nawet pomysłom.

### Poezja
- La Balanza, Talleres Prag, Bogotá 1948 (wraz z Carlosem Patiño Rosellim)
- Los elementos del desastre, Losada, Buenos Aires 1953
- Reseñas de los hospitales de Ultramar, Separata revista „Mito”, Bogotá 1955
- Los trabajos perdidos, Era, Ciudad de México 1965
- Summa de Maqroll el Gaviero, Barral Editores, Barcelona 1973
- Caravansary, FCE, Ciudad de México 1981
- Los emisarios, FCE, Ciudad de México 1984
- Crónica regia y alabanza del reino, Cátedra, Madrid 1985
- Un homenaje y siete nocturnos, El Equilibrista, Ciudad de México 1986

### Proza
- Diario de Lecumberri, Universidad Veracruzana 1960
- La mansión de Araucaíma, Sudamericana 1973
- La verdadera historia del flautista de Hammelin, Ediciones Penélope 1982
- La Nieve del Almirante, 1986
- Soñador de navíos, Norma 1986
- Ilona llega con la lluvia, Oveja Negra 1987/Ilona przychodzi z deszczem, Muza 1999, przeł. z hiszp. Danuta Rycerz
- Un bel morir, Oveja Negra – Mondadori 1989
- La última escala del Tramp Steamer, El Equilibrista, Ciudad de México 1989
- La muerte del estratega, FCE, Ciudad de México 1990
- Amirbar, Norma – Siruela 1990
- Abdul Bashur, soñador de navíos, Norma – Siruela 1991
- Tríptico de mar y tierra, Norma 1993

### Esej
- Contextos para Maqroll, Igitur-Cilcultura 1997
- De lecturas y algo del mundo, Seix Barral 1999
- Caminos y encuentros de Maqroll el Gaviero, Editorial Áltera 2001

## Nagrody i wyróżnienia
- 1974 Nagroda Państwowa w dziedzinie Literatury (Kolumbia)
- 1983 Nagroda Państwowa w dziedzinie Poezji (Kolumbia)
- 1985 Nagroda Krytyków „Los Abriles” (Meksyk)
- 1988 Gwiazda Orderu Orła Azteków (Meksyk)

Nagroda im. Xaviera Villaurrutii (Meksyk)
Doktor honoris causa Uniwersytetu del Valle (Kolumbia)
- 1989 Kawaler Orderu Sztuki i Literatury (Francja)

Nagroda Médicis (Francja)
- 1990 Nagroda Nonino (Włochy)
- 1992 X Nagroda Instituto Italo-Latinoamericano (Włochy)
- 1993 Kawaler Narodowego Orderu Zasługi (Francja)

Nagroda im. Rogera Caillois (Francja)
Krzyż Wielki Orderu Boyacá (Kolumbia)
- 1996 Krzyż Wielki Orderu Alfonsa X Mądrego (Hiszpania)
- 1997 Nagroda Księcia Asturii w dziedzinie literatury
- 1997 Nagroda Grinzane Cavour (Włochy)

Nagroda Królowej Zofii w dziedzinie Poezji Iberoamerykańskiej (Hiszpania)
Nagroda Rossone d’Oro (Włochy)
- 2000 Nagroda Miasta Triest w dziedzinie poezji (Włochy)
- 2001 Nagroda Cervantesa (Hiszpania)
- 2002 Międzynarodowa Nagroda Neustadt w dziedzinie literatury (USA)
- 2003 Kawaler Legii Honorowej (Francja)